# Тихонов, Михаил Фёдорович
Михаил Фёдорович Тихонов (11 ноября 1900, Одесса, Херсонская губерния — 11 февраля 1971, Москва) — советский военный деятель. Гвардии генерал-лейтенант (22 февраля 1944 года), Герой Советского Союза (29.06.1945), кандидат военных наук (14.09.1949).

## Начальная биография
Михаил Фёдорович Тихонов родился 11 ноября 1900 года в городе Одессе в семье рабочих.
Получив среднее образование, работал слесарем на патронном заводе в Петрограде (ныне Санкт-Петербург).

## Военная служба

### Гражданская война
В апреле 1918 года был призван в ряды РККА.
Принимал участие в боях на Южном фронте Гражданской войны, находясь на должностях красноармейца и младшего командира 3-го запасного кавалерийского полка, командира эскадрона кавалерийских курсов комсостава 8-й армии, командира взвода и заведующего разведкой 1-го кавалерийского полка 22-й стрелковой дивизии и адъютанта образцового дивизиона 9-й Кубанской армии.
В 1919 году Тихонов окончил Московские кавалерийские курсы.
Во время Гражданской войны был трижды ранен, в том числе в 1920 году получил тяжёлое ранение. За личное мужество Михаил Фёдорович Тихонов в 1920 году был награждён Постановлением ВЦИК РСФСР именными золотыми часами.

### Межвоенное время
В 1921 году окончил повторные курсы высшего комсостава кавалерии в Харькове.
С августа 1921 года был назначен на должность командира эскадрона 44-го кавалерийского полка 3-й отдельной кавалерийской бригады, в 1921—1922 годах принимал участие в боевых действиях против воинских формирований Чернова в Троицком уезде Челябинской губернии.
С апреля по август 1923 года учился на повторных кавалерийских курсах комсостава Приволжского военного округа, по окончании которых был вновь назначен на должность командира эскадрона в 44-м кавалерийском полку.
С апреля 1925 по 1928 годы служил на должности помощника командира 68-го Терского кавалерийского полка Северо-Кавказского военного округа.
В 1925 году принимал участие в подавлении антисоветского восстания в Чечне, был ранен в бою. В 1928 году за отличие в боях был награждён именным огнестрельным оружием.
В 1930 году окончил Военную академию имени М. В. Фрунзе.
В мае 1930 года был назначен на должность начальника штаба 33-го кавалерийского полка, в апреле 1931 года — на должность начальника первой части штаба и исполняющего должность начальника штаба 6-й кавалерийской дивизии. С ноября 1931 года служил в 1-м управлении Штаба РККА на должностях помощника начальника и начальника сектора, помощника начальника и начальника отделения в Оперативном отделе.
С июня 1935 по март 1938 года был зачислен в распоряжение ГРУ и находился в командировке в Монгольской Народной Республике, где работал на должности инструктора в Народно-революционной армии МНР. С февраля по март 1936 года принимал участие в боевых действиях во время пограничного конфликта между японскими и монгольскими войсками в районе Тамсак-Булак. За боевые заслуги и за большую работу по повышению боеспособности монгольской армии награждён двумя орденами МНР.
В марте 1939 года был назначен на должность командира 71-го запасного кавалерийского полка, а в декабре 1939 года — на должность командира 1-го кавалерийского полка 1-й отдельной кавалерийской бригады. 
С января по март 1940 года принимал участие в советско-финской войне в должности командира 28-го кавалерийского полка 1-й отдельной кавалерийской бригады 13-й армии. С окончанием войны Тихонов был направлен на учёбу в Военную академию командного и штурманского состава ВВС Красной Армии, после окончания которой в мае 1941 года был назначен на должность командира 7-й воздушно-десантной бригады (Западный Особый военный округ).

### Великая Отечественная война
Полковник Михаил Фёдорович Тихонов с первых дней Великой Отечественной войны принимал участие в боях на Западном фронте в составе 4-го воздушно-десантного корпуса. 4 июля в бою на реке Березина был тяжело ранен.
В сентябре 1941 года после излечения в госпитале был назначен на должность командира формируемого 2-го воздушно-десантного корпуса, подразделения которого формировались во Владикавказе с ноября 1941 по май 1942 года.
В мае 1942 года 2-й воздушно-десантный корпус был преобразован в 32-ю гвардейскую стрелковую дивизию, которая в составе 47-й армии была развёрнута для обороны Черноморского побережья Кавказа. Во время прорыва войск противника на Кавказ в августе дивизия была переброшена в район Туапсе, где в ходе своей обороны сорвала планы противника по захвату города. За героизм бойцов и командиров дивизия была награждена орденом Красного Знамени.
С января 1943 года 32-я гвардейская стрелковая дивизия принимала участие в наступательном этапе битвы за Кавказ, а также в Краснодарской наступательной операции.
С 9 марта по 2 апреля Михаил Фёдорович Тихонов командовал 11-м гвардейским стрелковым корпусом, наступавшим на Таманском полуострове.
В июле Тихонов был назначен на должность заместителя командующего 58-й, а с августа по ноябрь 1943 года служил на должности заместителя командующего войсками 56-й армии. Принимал участие в Новороссийско-Таманской наступательной операции.
В январе 1944 года Михаил Фёдорович Тихонов был назначен на должность командира 108-го стрелкового корпуса (42-я армия, Ленинградский фронт). В ходе Ленинградско-Новгородской операции корпус прорвал оборону противника под Ленинградом, а также освободил города Ропша, Красногвардейск, Гдов, Койвисто. Весной 1944 года корпус был переброшен на выборгское направление и в составе 21-й армии Ленинградского фронта принял участие в Выборгской наступательной операции, прорвал Линию Маннергейма, занял города Уурас (ныне Высоцк) и Койвисто (ныне Приморск), а также участвовал в освобождении Выборга.
В августе 1944 года генерал-лейтенант М. Ф. Тихонов был назначен на должность командира формирующегося в Калинине (Тверь) 39-го гвардейского воздушно-десантного корпуса. В январе 1945 года корпус был преобразован в 39-й гвардейский стрелковый корпус и включен в состав 9-й гвардейской армии. В марте 1945 года армия прибыла на 2-й Украинский фронт, затем была передана в состав 3-го Украинского.
В ходе Венской наступательной операции корпус под командованием генерал-лейтенанта Тихонова действовал в составе 9-й гвардейской армии 3-го Украинского фронта. Корпус был введён в бой 21 марта 1945 года. Развивая успех наступления армии, корпус вышел вперёд, преследуя отходящие части противника. Выйдя на оперативный простор, корпус прошёл более 350 километров за три недели, освободив 11 городов Венгрии и Австрии, 227 населённых пунктов и 69 железнодорожных станций. Были форсированы с ходу 8 водных преград. Совершив глубокий охват, корпус перерезал пути для отступления Венской группировке противника и приняли участие в освобождении Вены. Всего в боях с 21 марта по 13 апреля 1945 года бойцами 39-го гвардейского стрелкового корпуса уничтожено 12053 солдат и офицеров врага, 130 орудий, 80 танков, 35 бронетранспортёров, 92 самолёта, захвачено 11 500 пленных, 155 танков и самоходных орудий, 54 бронетранспортёра, 40 орудий, 240 самолётов, 121 склад.
Указом Президиума Верховного Совета СССР от 29 июня 1945 года за мужество и героизм, проявленные в борьбе с немецко-фашистскими захватчиками, гвардии генерал-лейтенанту Михаилу Фёдоровичу Тихонову присвоено звание Героя Советского Союза с вручением ордена Ленина и медали «Золотая Звезда» (№ 6691).

### Послевоенная карьера

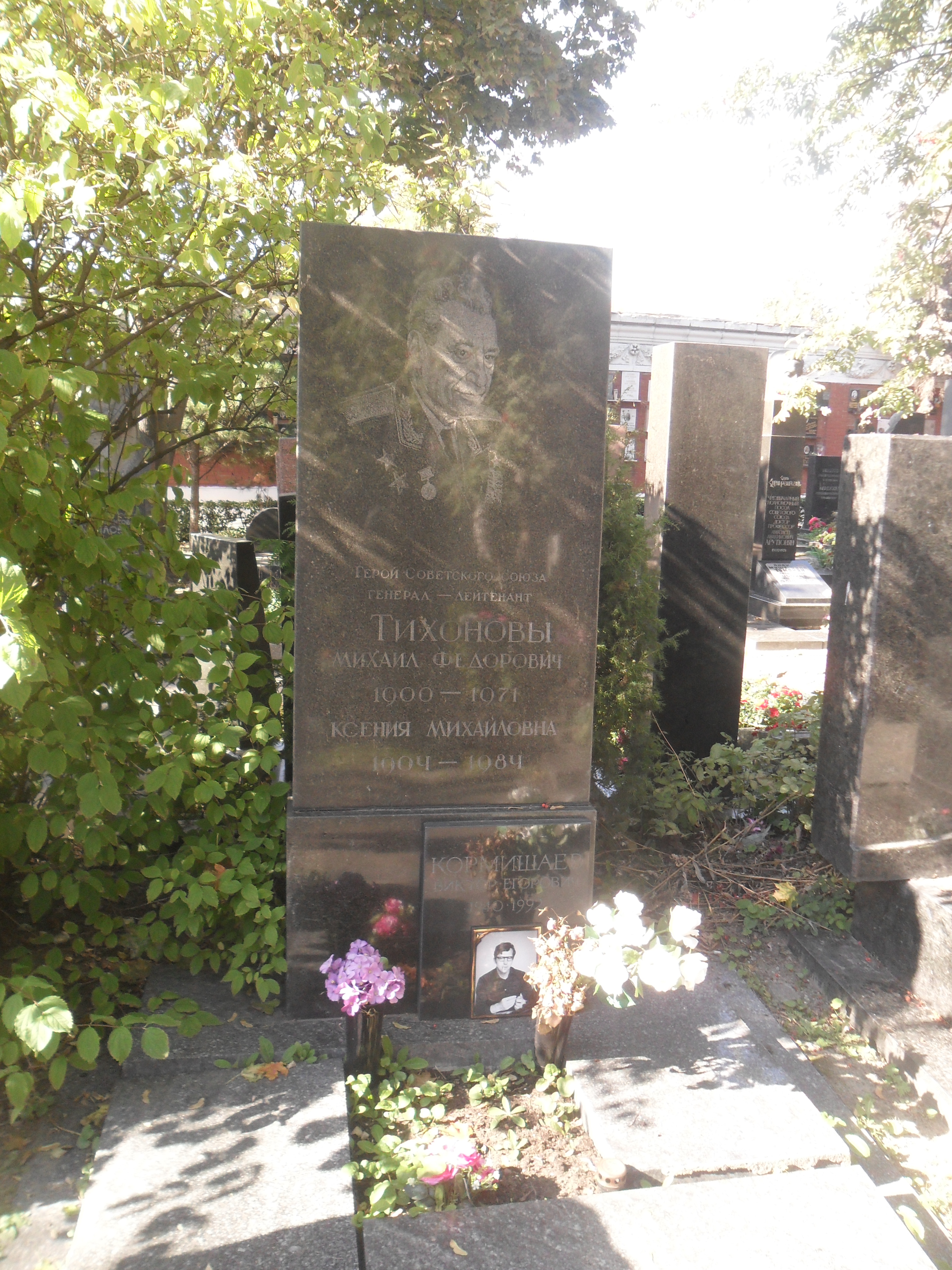
Могила Тихонова на Новодевичьем кладбище Москвы.

С окончанием войны генерал-лейтенант М. Ф. Тихонов находился в распоряжении Военного совета 9-й армии.
В октябре 1945 года был назначен на должность помощника начальника Военной академии имени М. В. Фрунзе по строевой части, а затем — на должность первого заместителя начальника академии по научной и учебной работе.
В 1953 году окончил Высшую военную академию имени К. Е. Ворошилова.
С сентября 1953 года работал на должностях Главного военного советника в Венгерской Народной Армии и военного атташе при посольстве СССР в Венгерской Народной Республике. В марте 1957 года был назначен на должность начальника кафедры общей тактики и оперативной подготовки Военно-инженерной академии имени В. В. Куйбышева.
В октябре 1962 года генерал-лейтенант Михаил Фёдорович Тихонов вышел в отставку. Жил в Москве. Умер 11 февраля 1971 года. Похоронен на Новодевичьем кладбище (участок 7).

## Награды
- медаль «Золотая Звезда» Героя Советского Союза (29.06.1945[2]);
- три ордена Ленина (29.06.1944[3]; 21.02.1945[4]; 29.06.1945[2]);
- четыре ордена Красного Знамени (13.12.1942[5]; 30.01.1943[6]; 03.11.1944[4]; 20.06.1949[4]);
- орден Кутузова 1-й степени (28.04.1945[7]);
- орден Суворова 2-й степени (21.02.1944[8]);
- орден Отечественной войны 1-й степени (25.10.1943[9]);
- два ордена Красной Звезды (22.02.1941[1], 28.10.1967[10]);
- медали СССР.

Иностранными награды:
- орден «Легион почёта» (США[11], 1945);
- орден «За воинскую доблесть» V класса — Серебряный крест (ПНР, 19.12.1968[12])
- орден Заслуг Венгерской Народной Республики 1-й степени (ВНР, 10.03.1955);
- орден Заслуг Венгерской Народной Республики 3-й степени (ВНР[13], 4.04.1955);
- орден Красной Звезды (ЧССР, 30.04.1970[14])
- орден Красного Знамени (МНР, 1936[6]);
- орден Полярной звезды (МНР, 1938[6][1]);
- медали[15];
- Почётное золотое оружие (шашка) от Правительства МНР (1938).

## Воинские звания
- Майор (1935 год).
- Полковник (13 января 1939 года).
- Генерал-майор (17 ноября 1942 года).
- Генерал-лейтенант (22 февраля 1944 года).

## Память
- Бюст М. Ф. Тихонова установлен на Аллее Героев в Туапсе.
- Имя М. Ф. Тихонова присвоено средней школе № 25 села Небуг (Туапсинский район, Краснодарский край) в 2019 году[16].
- Имя М. Ф. Тихонова присвоено Первомайской средней школе № 2 города Королёв (Московская область) в 2017 году[17].
- Именем М. Ф. Тихонова названа улица в Королёве.